# GSC 02634-01087
GSC 02634-01087或稱HAT-P-5，是一個位在天琴座的恆星，星等12等，無法用肉眼看到。目前發現一個叫做稱HAT-P-5b的行星環繞著它。

## 參看
- HAT-P-5b